# Güigüe (paroisse civile)
Pour les articles homonymes, voir Guigue.
Güigüe est l'une des trois paroisses civiles de la municipalité de Carlos Arvelo dans l'État de Carabobo au Venezuela. Sa capitale est Güigüe.

## Géographie

### Démographie
La paroisse civile, outre sa capitale Güigüe divisée en plusieurs quartiers, comporte les localités suivantes :
- Altamira
- Cogollal
- El Copey
- El Milagro
- El Piñal
- El Trompillo
- El Venado
  - Las Cañadas
- Guaica
  - Corocito
- Güigüe
  - 5 de Julio
  - Buenaventura
  - Campo Alegre
  - El Rosario
  - La Bolivariana
  - La Linda
  - Panecito
  - Pueblo Nuevo
  - Requena
  - Turén
- La Aduana
- La Florida
- La Sapera
- Las Colonias
- Pedernales
- San Juan de Dios
- Yuma